# Виголо
Виголо (итал. Vigolo) — коммуна в Италии, располагается в регионе Ломбардия, в провинции Бергамо.
Население составляет 661 человек (2008 г.), плотность населения составляет 55 чел./км². Занимает площадь 12 км². Почтовый индекс — 24060. Телефонный код — 035.
В коммуне 15 августа особо празднуется Успение Пресвятой Богородицы.

## Демография
Динамика населения:

## Администрация коммуны
- Официальный сайт: http://www.comune.vigolo.bg.it/ Архивная копия от 19 апреля 2010 на Wayback Machine